# Rinaldo De Lamare
Rinaldo Victor De Lamare (Santos, 2 de janeiro de 1910 — Rio de Janeiro, 28 de abril de 2002) foi um médico pediatra brasileiro.
Foi presidente da Academia Nacional de Medicina de 1991 a 1993.
É o autor do livro A Vida do Bebê que, com mais de cinco milhões de exemplares vendidos, é considerado como uma verdadeira bíblia para as mães brasileiras.
Ao final da vida, costumava afirmar que havia presenciado três momentos decisivos da medicina do século XX, em favor das crianças: a descoberta dos antibióticos, a criação de importantes vacinas e as campanhas em prol do aleitamento materno.[carece de fontes?]
Foi sepultado no Cemitério de São João Batista (Rio de Janeiro).